# Algèbre de Calkin
Pour les articles homonymes, voir Calkin.
En analyse fonctionnelle — une branche des mathématiques — l'algèbre de Calkin d'un espace de Banach E est le quotient de l'algèbre de Banach B(E) des opérateurs bornés sur E par l'idéal fermé K(E) des opérateurs compacts. C'est donc encore une algèbre de Banach, pour la norme quotient. Lorsque l'espace E n'est pas précisé, il s'agit de l'espace de Hilbert H séparable et de dimension infinie. Son algèbre de Calkin permet de classifier entre autres les opérateurs normaux sur H, modulo les opérateurs compacts.

## Opérateurs de Fredholm
Le théorème d'Atkinson garantit qu'un opérateur borné sur E est de Fredholm si et seulement si sa classe dans B(E)/K(E) est inversible.
Par conséquent, les opérateurs de Fredholm forment un ouvert de B(E), comme image réciproque, par l'application continue de passage au quotient, de l'ouvert des inversibles de l'algèbre de Calkin.

## C*-algèbres
Si H est un espace de Hilbert, B(H)/K(H) hérite d'une structure de C*-algèbre quotient. Si H est séparable et de dimension infinie alors sa C*-algèbre de Calkin :
- est simple, c'est-à-dire sans idéal (bilatère) non trivial car dans B(H), l'idéal K(H) est maximal (c'est en fait le seul idéal fermé non trivial[3]) ;
- possède un ensemble d'idempotents autoadjoints deux à deux orthogonaux (c'est-à-dire tels que pq = qp = 0) ayant la puissance du continu[4] ;
- n'a, par conséquent, pas de représentation séparable non nulle, c'est-à-dire que pour tout espace de Hilbert séparable H', il n'existe pas d'*-morphisme non nul de B(H)/K(H) dans B(H').

## Applications
La classification des opérateurs normaux sur un espace de Hilbert séparable H se simplifie beaucoup lorsqu'on utilise des notions comme « modulo les compacts » ou « essentiel ».
Le spectre essentiel (en) σe(T) d'un opérateur T ∈ B(H) est par définition le spectre de sa classe π(T) ∈ B(H)/K(H). On démontre que si T est normal, σe(T) coïncide avec le spectre de T privé de ses points isolés de multiplicité (géométrique) finie. On peut remarquer que tout compact non vide de ℂ est le spectre essentiel d'un opérateur normal sur H.
Deux opérateurs bornés S et T sur H sont dits unitairement équivalents modulo K(H) s'il existe un opérateur unitaire U ∈ B(H) tel que U*SU – T soit compact. Cette relation d'équivalence est a priori plus fine que celle d'équivalence unitaire des images dans l'algèbre de Calkin car le groupe des unitaires de celle-ci est constitué non seulement des images des unitaires de B(H), mais aussi de celles des puissances de l'opérateur de décalage et de son adjoint (le groupe quotient de ses composantes connexes est donc cyclique infini).
Ces deux notions sont liées : deux opérateurs normaux sur H sont unitairement équivalents modulo K(H) si (et seulement si) ils ont même spectre essentiel. En effet, Hermann Weyl, John von Neumann et I. David Berg ont démontré que tout opérateur normal sur H est somme d'un opérateur diagonal et d'un opérateur compact arbitrairement petit.
On peut aller plus loin en relativisant par « modulo les compacts » la notion de normalité elle-même. Un opérateur borné T sur H est dit essentiellement normal si sa classe π(T) est un élément normal de l'algèbre de Calkin, autrement dit : si TT* – T*T est compact. Ces opérateurs sont plus généraux que les simples perturbations compactes d'opérateurs normaux, mais on arrive encore à les classifier modulo les compacts, par le théorème suivant de Brown-Douglas-Fillmore, central dans la théorie des extensions de C*-algèbres (de) (la « BDF-théorie ») : deux opérateurs essentiellement normaux S et T sont unitairement équivalents modulo K(H) si (et seulement si) ils ont même spectre essentiel et pour tout complexe λ hors de ce spectre, l'indice de Fredholm de S – λidH est égal à celui de T – λidH, et il suffit pour cela que π(S) et π(T) soient unitairement équivalents.

## Automorphismes de l'algèbre de Calkin
Dans le cadre de la BDF-théorie mentionnée ci-dessus, les trois auteurs ont posé en 1977 la question de la trivialité du groupe des automorphismes extérieurs de l'algèbre de Calkin, c'est-à-dire la question de savoir si elle possède des automorphismes autres que les automorphismes intérieurs (de la forme a ↦ uau* pour un certain élément unitaire u de l'algèbre). Pour la C*-algèbre B(H), on montre facilement que tout automorphisme est intérieur, en utilisant qu'il permute les opérateurs de rang 1. Or les opérateurs de rang fini sont compacts donc invisibles dans l'algèbre de Calkin, à laquelle cette preuve ne s'étend donc pas.
La question est restée longtemps ouverte, jusqu'à ce qu'elle reçoive, en 2007 et 2011, une réponse surprenante : ce problème est indécidable dans ZFC (la théorie des ensembles de Zermelo-Fraenkel avec axiome du choix) :
- N. Christopher Phillips et Nik Weaver ont démontré, en supposant de plus l'hypothèse du continu, que l'algèbre de Calkin possède des automorphismes non intérieurs[12].
- Ilijas Farah a démontré qu'inversement, en ajoutant l'axiome de coloration ouverte (en), elle n'en a pas[13].